# Dear Doctor
Dear Doctor är en countrylåt med lite bluesinspiration av den engelska rockgruppen The Rolling Stones som finns med på deras album Beggars Banquet från 1968. Sången är skriven av bandmedlemmarna Mick Jagger och Keith Richards och handlar om en man som upptäcker att hans fästmö har övergivit honom den dag de ska gifta sig. På låten sjunger Mick Jagger, Keith Richards spelar alla gitarrer, Bill Wyman på elbas, Charlie Watts på trummor, Brian Jones på Munspel och Nicky Hopkins på piano.